# Dijon FCO
Dijon Football Côte d'Or (normalt bare kendt som Dijon FCO) er en fransk fodboldklub fra Dijon i Bourgogne. Klubben spiller i . Klubben blev stiftet i 1998 som en fusion mellem to af byens gamle klubber, og spiller sine hjemmekampe på Stade Gaston Gérard.

## Kendte spillere
- Landry Bonnefoi
- Vedad Ibišević
- Éric Carrière
- Federico Magallanes